# Nahverkehr in Altoona (Pennsylvania)

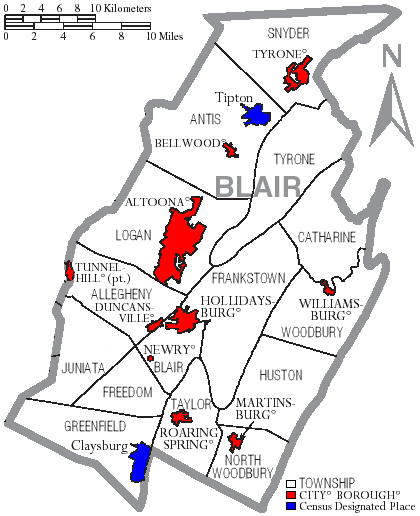
Karte des Blair County

Der Nahverkehr in Altoona war eng mit der Entwicklung der Stadt Altoona, Pennsylvania in den Vereinigten Staaten verknüpft. 

## Geschichte

### Die Pferdebahn und der elektrische Betrieb
Nachdem in der durch die Eisenbahn aufstrebenden Stadt bereits 1882 eine Pferdebahn eingerichtet wurde, deren Streckenlänge zur Eröffnung 3,25 Meilen betrug, wuchs das Netz rasch. Schon am 4. Juli 1891 erfolgte die Elektrifizierung. Sowohl bei der Städtischen Straßenbahn (im Original: City Passenger Railway Company) als auch bei der Altoona and Logan Valley Electric Railway erfolgten mit dem schnellen Wachstum der Stadt Streckenverlängerungen, so zum Beispiel in südliche Richtung nach Hollidaysburg sowie in die Vororte Juniata, Blair Furnace und Bellwood.
Die Städtische Straßenbahn in Altoona verlängerte ihre Linien nach Lakemont Park. Mit Beschaffung weiterer Fahrzeuge zählte der Bestand der Altoona and Logan Valley Electric Railway im Jahr 1894 nun 15 Triebwagen, die Städtische Straßenbahn verfügte über 19 Fahrzeuge.
Am 5. August 1903 wurden die Altoona and Logan Valley Electric Railway, die Städtische Straßenbahn und die Tyrone Electric Railway Company zur Altoona & Logan Valley Company (A&LV) fusioniert. Bis 1910 wuchs das Netz auf eine Gesamtlänge von über 50 Kilometer an und wurde mit der Straßenbahn der Gemeinde Tyrone verknüpft. Für diese Strecke beschaffte man beim Hersteller Brill in Philadelphia eine weitere Serie von vierachsigen Triebwagen (Nr. 169 bis 172), die gegenüber den bisherigen Fahrzeugen eine höhere Motorenleistung aufwiesen. Der Streckenverlauf dieser Überlandstrecke folgte im Wesentlichen dem Juniata-Fluss und endete am Bahnhof der Pennsylvania Railroad (PRR) in Tyrone. Der Fahrzeugpark der Straßenbahn umfasste 77 Trieb- und 7 Beiwagen sowie ferner 8 Arbeitswagen und 3 Schneepflüge.

### Straßenbahn- und Busbetrieb ab 1923
Erst am 29. Juni 1923 wurde die erste Verkehrsgesellschaft für den Betrieb von Omnibussen in Altoona, die Logan Valley Bus Company (LVBC) gegründet, die Linien in Stadtviertel betrieb, welche bislang noch nicht durch die Straßenbahn erreicht wurden. Die LVBC war eine Tochtergesellschaft der Tyrone Electric Railway Company. Zu den bislang noch nicht erschlossenen Stadtteilen gehörte auch der Ortsteil Hileman Hights, wohin die erste unter dem Namen Pleasent Valley Line bezeichnete Buslinie führte, die am 9. Juli 1923 ihren Betrieb aufnahm. Der Betrieb startete mit fünf Bussen des Herstellers Garford sowie zwei Graham-Bussen. Noch im gleichen Jahr wurde auf zwei weiteren Linien der Betrieb aufgenommen, kurz vor Jahresende 1923 eine vierte Linie als Juniata Gap Line. Um den Fahrzeugbedarf zu decken, kaufte man bis 1924 sechs weitere Busse, drei des schon vorhandenen Typs Garford sowie drei Busse von der Reo Motor Car Company. Im gleichen Jahr wurde eine Linie nach Greenwood eingerichtet.
Zwischen 1925 und 1928 erfolgten umfangreiche Instandsetzungsmaßnahmen im Netz der Straßenbahn und die Streckenlänge erreichte mit 58 Meilen die größte Ausdehnung. Im August 1929 wurden fünf moderne Straßenbahnwagen nach Altoona geliefert, die mit den in der Stadt Scranton eingesetzten Fahrzeugen nahezu identisch waren. Diese Lieferung markierte den letzten Bezug von neuen Fahrzeugen für die Altoona & Logan Valley Company. Die LVBC kaufte zwischen 1934 und 1942 insgesamt 24 Busse des Typs Beaver.
Stellenweise gab es einen Parallelverkehr zwischen Bus und Straßenbahn. Ein Beispiel dafür war zwischen 1928 und 1940 der Verlauf der Fairview-Buslinie, die identisch mit der ebenfalls verkehrenden Straßenbahnlinie war. Bis 1950 erfolgten häufige Änderungen im Liniennetz der LVBC, wobei grundsätzlich die Zubringerlinien zur Straßenbahn oder die bereits von Tram auf Bus umgestellten Linien Bestand hatten.
1940 bestanden fünf Straßenbahnlinien der A&LV sowie zehn Buslinien der LVBC. Im gleichen Jahr begann auch der Schülerverkehr durch die LVBC. Auch bedingt durch die Benzinknappheit während des Zweiten Weltkriegs gelang sowohl bei den Buslinien als auch bei den Straßenbahnlinien ein Rekord bei den Fahrgastzahlen. Mit Kriegsende verabschiedete man sich sukzessiv von den Beaver-Bussen und bezog fortan Fahrzeuge von General Motors.

### Die Einstellung der Straßenbahn
Mit Umstellung vieler Straßenbahnlinien auf Omnibusbetrieb nahm die Länge des Streckennetzes rapide ab. 1950 existierten nur noch zwei Straßenbahnlinien nach Hollidaysburg und Juanita-Eldorado, die immer noch durch hohe Fahrgastzahlen gekennzeichnet waren. Nur im Nachtverkehr wurden auch hier Busse der LVBC eingesetzt. Die Lokomotivhauptwerkstätten der Pennsylvanian Railroad sicherten zunächst den Weiterbestand der Straßenbahn. Während der Werksferien im Sommer 1953 wurden die Straßenbahnlinien nach Juniata bereits für zwei Wochen umgestellt. Im Jahr 1954 wurde der Betrieb im Sommer erneut eingestellt, jedoch entschloss man sich diesen nicht wieder aufzunehmen. Zu dieser Entscheidung kam man auch durch die kurz zuvor bezogenen neuen Busse von General Motors. Am 7. August 1954 wurde der Straßenbahnbetrieb der Altoona & Logan Valley Company eingestellt. Es blieb kein Straßenbahnwagen der Nachwelt erhalten.

### Kommunaler Verkehrsbetrieb
Im Jahr 1957 wurde vorgeschlagen, dass die Stadt Altoona den Nahverkehr in Eigenregie betreiben sollte, wodurch der erste kommunale Verkehrsbetrieb in Pennsylvania entstand. Diese Praxis hatte sich zuvor schon in vielen anderen US-Bundesstaaten bewährt. Im Jahr 1977 wurde die Altoona & Logan Valley Company in Amtran (für Altoona Metro Transit) umbenannt.
Im Jahr 2009 wurden folgende Linien bedient:
| Linie              | Verlauf                                           | Takt                                      |
| Crosstown          | Medical Center ↔ Martin’s Bellmeade               | alle 30 Min.                              |
| Eldorado           | Broad Avenue Extension ↔ Amtran Office            | alle 60 Min.                              |
| Broad              | Amtran Office ↔ 20th Ave & 13th St.               | alle 60 Min.                              |
| West Plank Express | Walmart ↔ Logan Valley Mall                       | alle 60 Min.                              |
| Logan Town Express | Logan Town, Centre ↔ Logan Valley Mall            | alle 60 Min.                              |
| Pleasent Valley    | Transit Centre ↔ Pleasent Valley, Shopping Centre | alle 60 Min.                              |
| East End           | Transit Centre ↔ Walton Ave & Kettle St           | alle 60 Min.                              |
| Juniata            | Transit Centre ↔ N. 4th Ave & 18th St             | alle 60 Min.                              |
| Fairview           | Transit Centre ↔ Penn State Altoona               | alle 60 Min.                              |
| Flash              | Transit Centre ↔ Martin’s Chestnut Ave            | alle 30 Min.                              |
| Duncansville       | Transit Centre ↔ Hollidaysburg, Keystone & Rt 36  | alle 120 Min.                             |
| Downtown Loop      | Hawthorn, Bus Shelter ↔ Transit Centre            | alle 60 Min. (nur Abend- und Spätverkehr) |

Viele Linien werden in Schleifen geführt, um je nach Fahrtrichtung verschiedene Straßenzüge zu erreichen. Interessanterweise ist der morgendliche Betriebsbeginn auf den meisten Linien erst nach 7 Uhr, der Betriebsschluss (mit Ausnahme der Downtown Loop-Linie) bereits gegen 17 Uhr.
Eine durchgehende Nahverkehrsverbindung zwischen Altoona und Tyrone existiert derzeit nicht. Allerdings gibt es seitens der Amtran Bestrebungen potenzielle Fahrgäste für eine zukünftige Wiederaufnahme des Verkehrs zu interessieren. Ein Fahrgastaufkommen erhofft man sich, unter anderem, auch durch aus Tyrone und Altoona kommende Mitarbeiter des Penn State College.